# Dorothy Shepherd-Barron
Dorothy Cunliffe, coniugata Shepherd-Barron (Beighton, 24 novembre 1897 – Melbourn, 20 febbraio 1953), è stata una tennista britannica.
Nel corso della sua carriera ha vinto il torneo di doppio femminile a Wimbledon nel 1931, la Coppa Wightman nel 1924 e la medaglia di bronzo olimpica a Parigi nel doppio nel 1924.